# 668
668 (DCLXVIII) var ett skottår som började en lördag i den julianska kalendern.

## Händelser

### Okänt datum
- Konstantin IV, Pogantus, blir bysantinsk kejsare.
- Childerik II efterträder Chlothar III, frankisk merovingisk kung.

## Födda
- Al-Walid I, kalif

## Avlidna
- 15 september – Konstans II, kejsare av Bysantinska riket.
- Brahmagupta, indisk astronom och matematiker.